# Stetholiodes schawalleri
Stetholiodes schawalleri es una especie de escarabajo del género Stetholiodes, familia Leiodidae. Fue descrita por Angelini y De Marzo en 1994. Se encuentra en Nepal.